# ンガピ

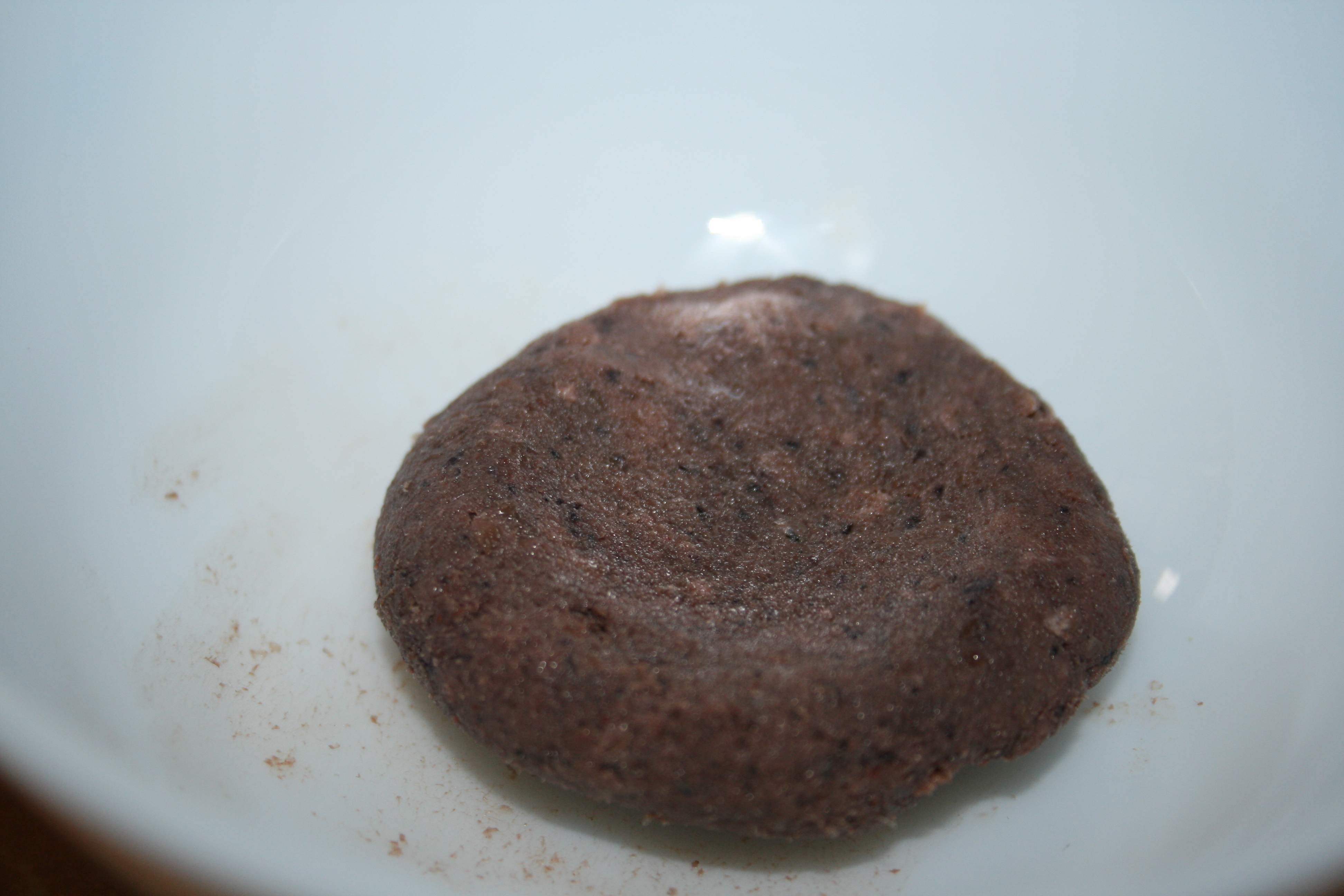
ンガピの例

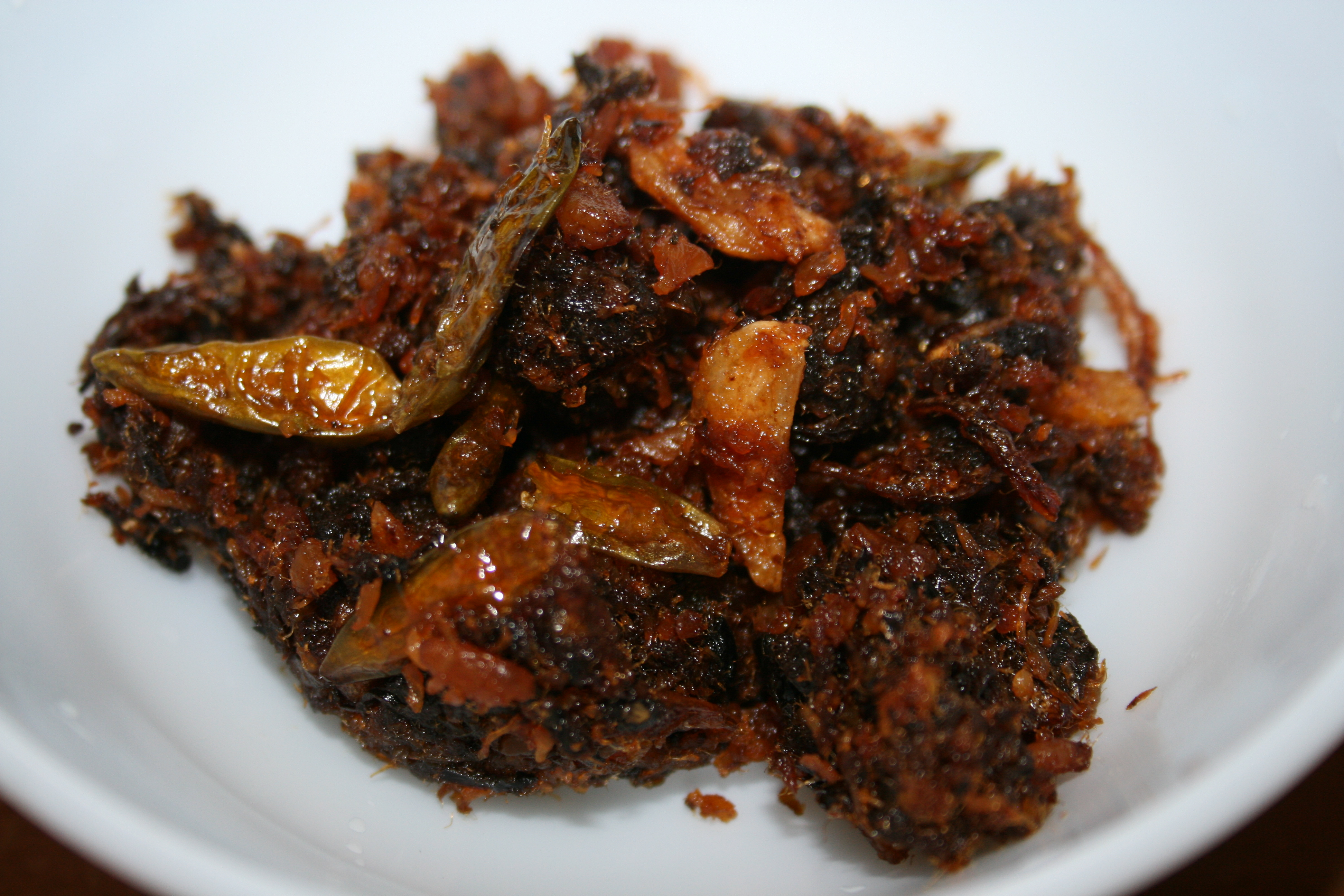
自家製ンガピの例

ンガピ、ガピ（ビルマ語: ငါးပိ、Ngapi）は、ミャンマーの食材。魚やエビを塩漬けにして発酵させたペースト状の食品の総称で、ミャンマー料理には欠かせない食材とされる。日本においては塩辛に例えて説明される。
「ンガ」は「魚」を意味し、「ピ」は「圧する」を意味する。ンガピの製造過程で得られる魚醤をンガピャーイェーと呼ぶ。
ミャンマー北部では、魚の収穫量が少ないため、ペー・ンガピ呼ばれる豆から作ったペースト状の塩辛を副菜や調味料として用いている。
イギリス人はンガピを「魚をカメで保存した悪魔の匂いのする加工法」と評したことがある。